# Yakushi-ji
Yakushi-ji (薬師寺) é um dos mais famosos e antigos templos budistas no Japão, que foi um dos Sete Grandes Templos, localizados em Nara. O templo é a sede da escola Hossō do budismo japonês. O Yakushi-ji é um dos locais que são coletivamente inscritos como patrimônio mundial da UNESCO, sob o nome de "Monumentos Históricos da Antiga Nara".
O principal objeto de veneração, Yakushi Nyorai, também chamado de "Buda da Medicina", foi uma das primeiras deidades budistas a chegar ao Japão da China em 680, dando o nome ao templo.

## História

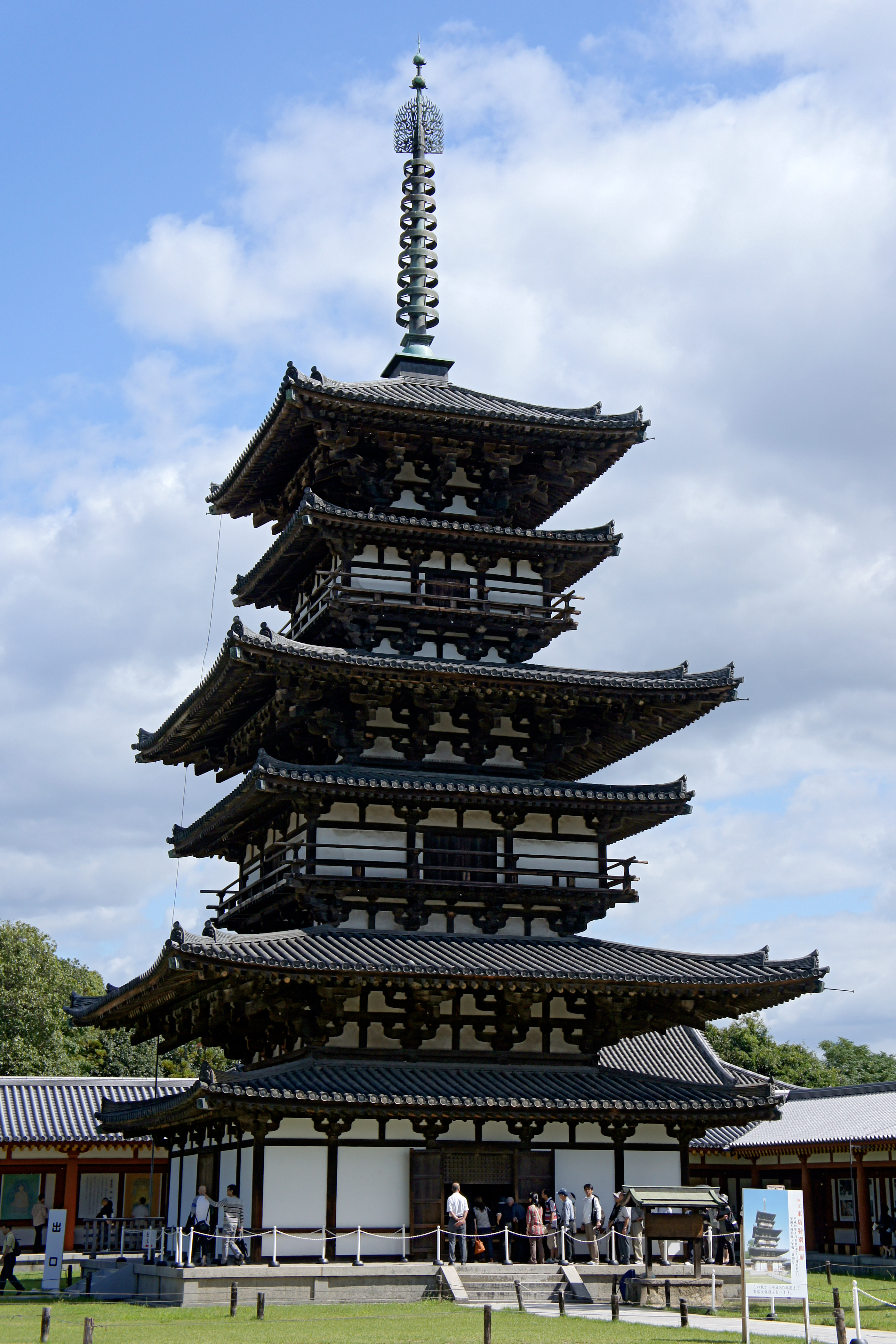
Pagode leste. Sua beleza é geralmente chamada de "música congelada".

O yakushi-ji original foi construído em Fujiwara-kyō,  a capital japonesa no período Asuka, encomendada pelo Imperador Temmu em 680 para orar pela recuperação de uma doença da sua esposa, que o sucedeu como Imperatriz Jito. Este ato de construir templos em devoção a figuras budistas era uma prática comum entre a nobreza japonesa quando o budismo foi importado pela primeira vez da China e Coreia. O Imperador Temmu morreu na época em que a Imperatriz Jito concluiu o complexo por volta de 698, sendo que ele foi desmontado e movido para Nara oito anos após a Corte Imperial se estabelecer no que era a nova capital.
Acreditou-se por muito tempo que o templo foi movido para o seu local atual em 718, após a mudança da capital para Heijō Kyō, conhecida hoje como Nara. No entanto, escavações do sítio de Fujiwara-kyō Yakushi-ji na década de 1990 sugerem que pode ter havido dois Yakushi-ji ao mesmo tempo. O Fujiwara-kyō Yakushi-ji é também chamado de Moto Yakushi-ji (元 moto, original).
Incêndios destruíram a maioria das construções do complexo em 973, e o salão principal em 1528. Muito esforço foi colocado na restauração: o salão principal foi reconstruído na década de 1970 e o templo inteiro hoje está completamente restaurado.

## Pagode Leste
O pagoda Leste (東塔, Tō-tō), concluído em 730, é a única estrutura original do século VIII do Yakushi-ji. A estrutura possui 34 m e é considerada como um dos pagodes mais finos do Japão, representando a arquitetura do período Hakuhō ao Tenpyō. O Pagode Leste possui apenas três andares e parece ter seis devido à presença de telhados inter-andares (mokoshi). A estrutura tem uma ponta com um florão em forma de globo. O Pagode Leste foi desmontado para obras de reformas de 1898-1900 e desmontado novamente em 2012. O pilar central do pagode (心柱, shinbashira) tinha se corroído e as bordas dos beirais do pagode cedido. Um andaime de sete andares cobriu completamente a Torre Leste e as obras de reforma continuarão até 2018.

## Arquitetura

### Disposição
A disposição do Yakushi-ji é simétrica, com dois salões principais e dois [[pagode (templo)|pagodes] de três andares. A disposição única também é chamadas às vezes de “estilo yakushiji”.

## Imagens

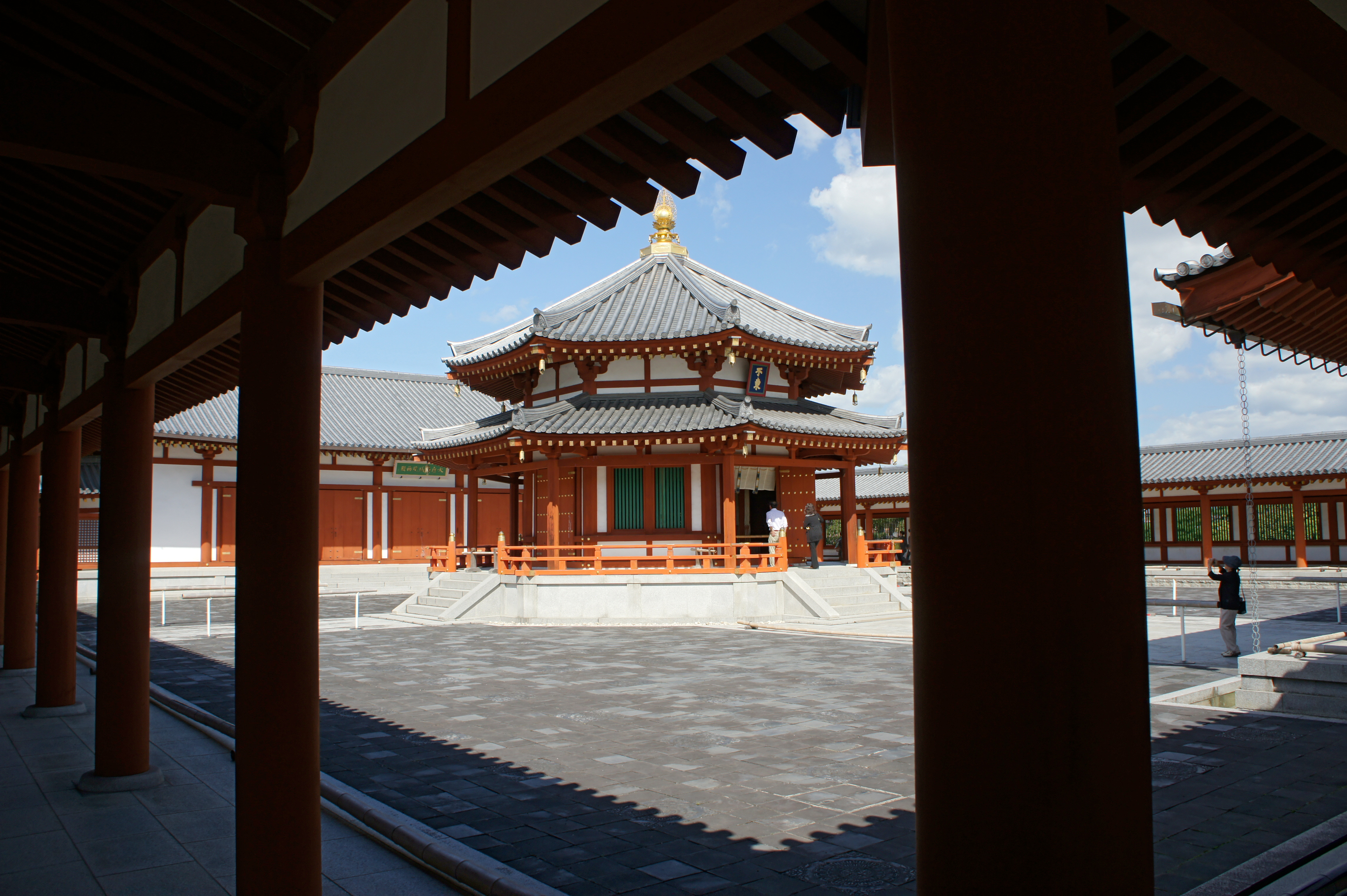
Genjō-sanzōin (Salão Xuanzang)
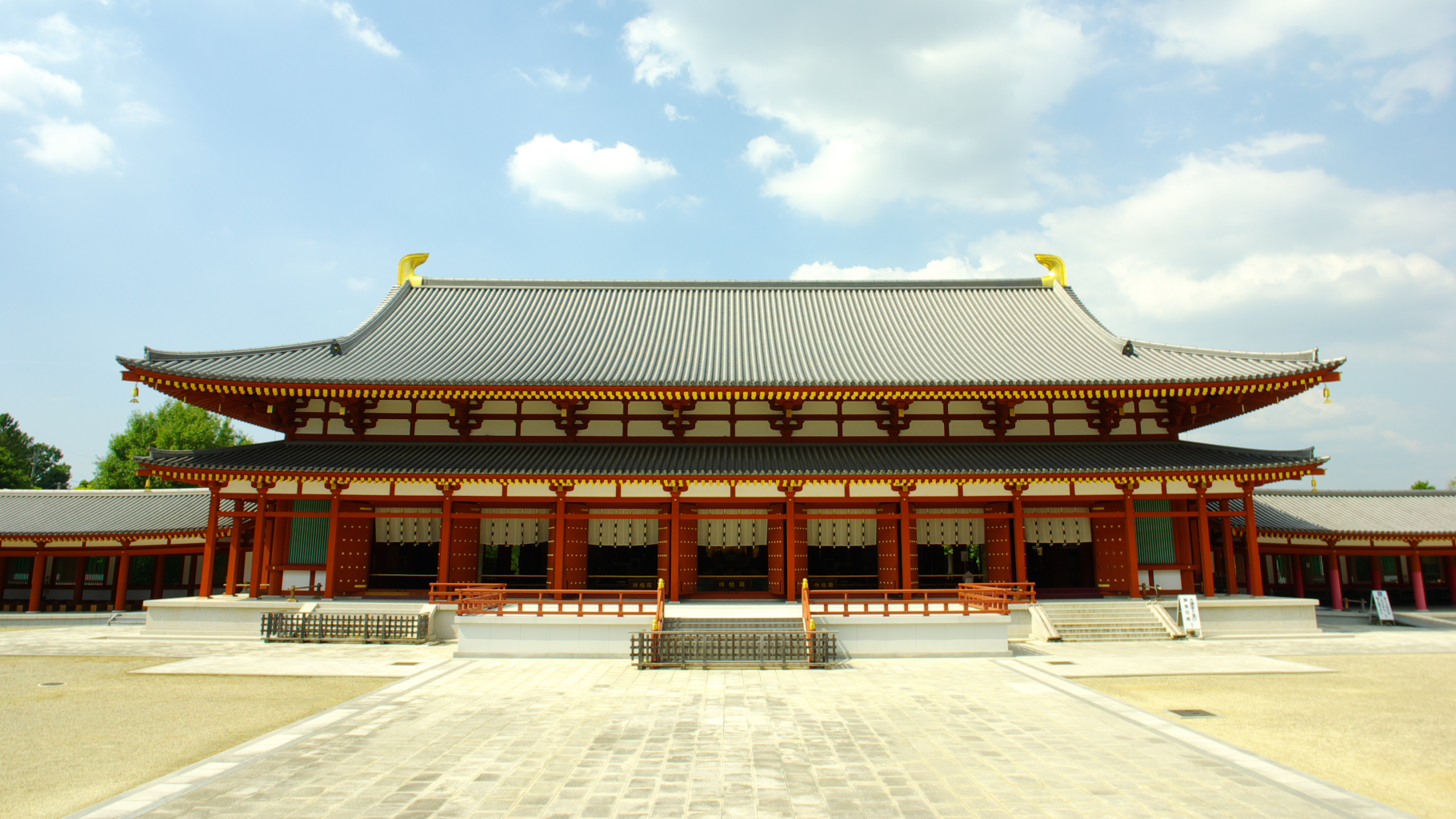
Daikodō
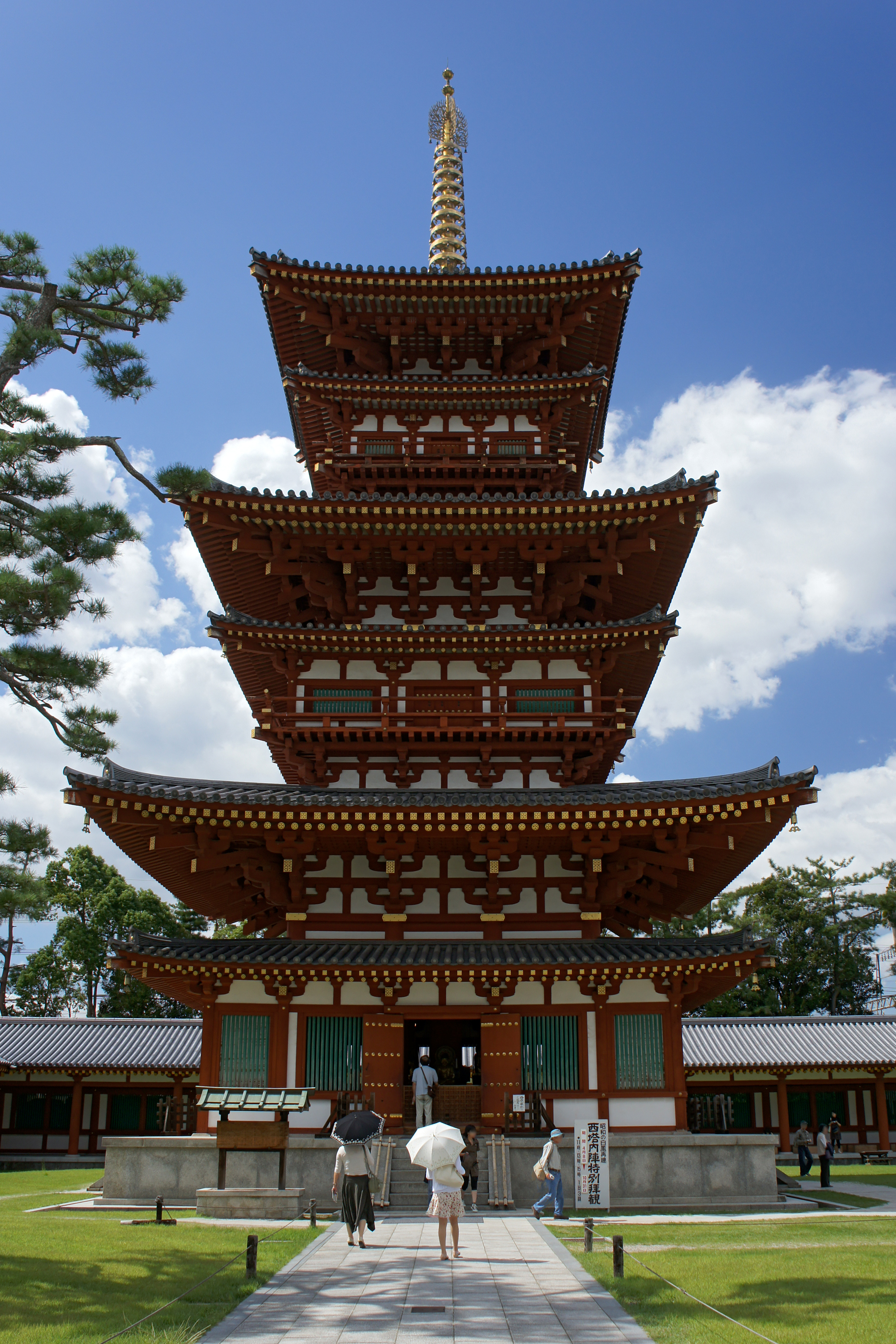
Saitō (Pagode Oeste)
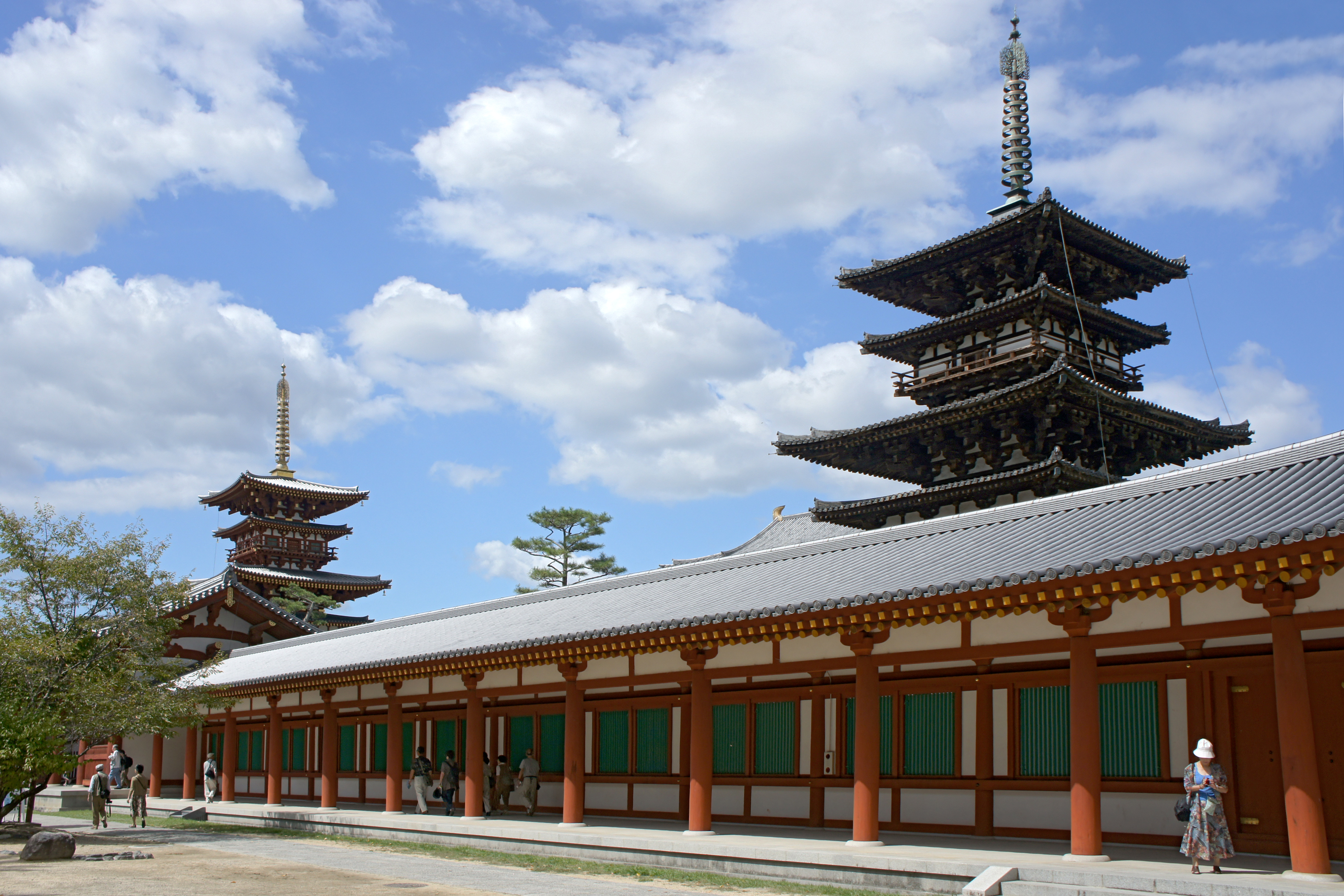
Tōtō e Saitō
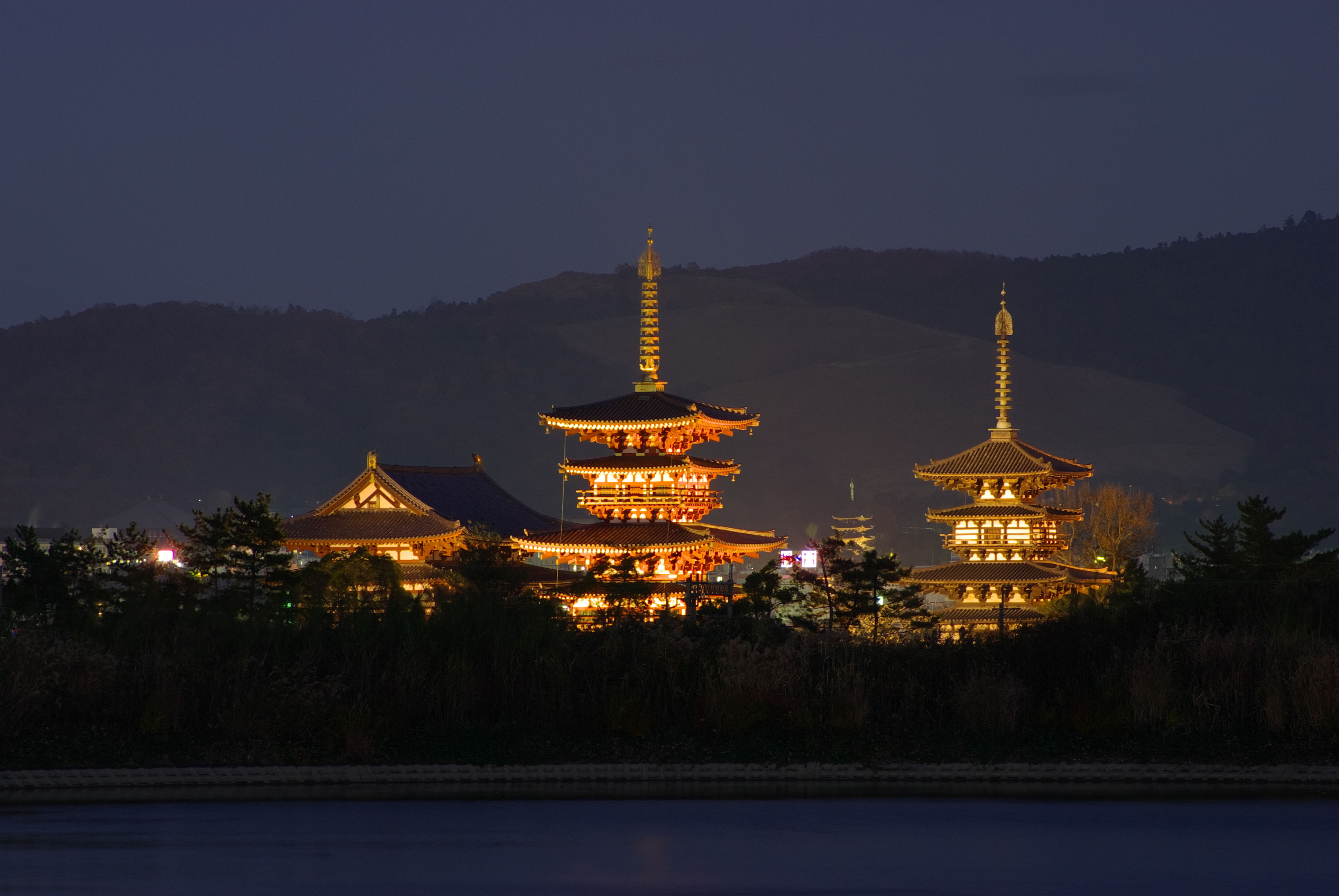
Vista noturna
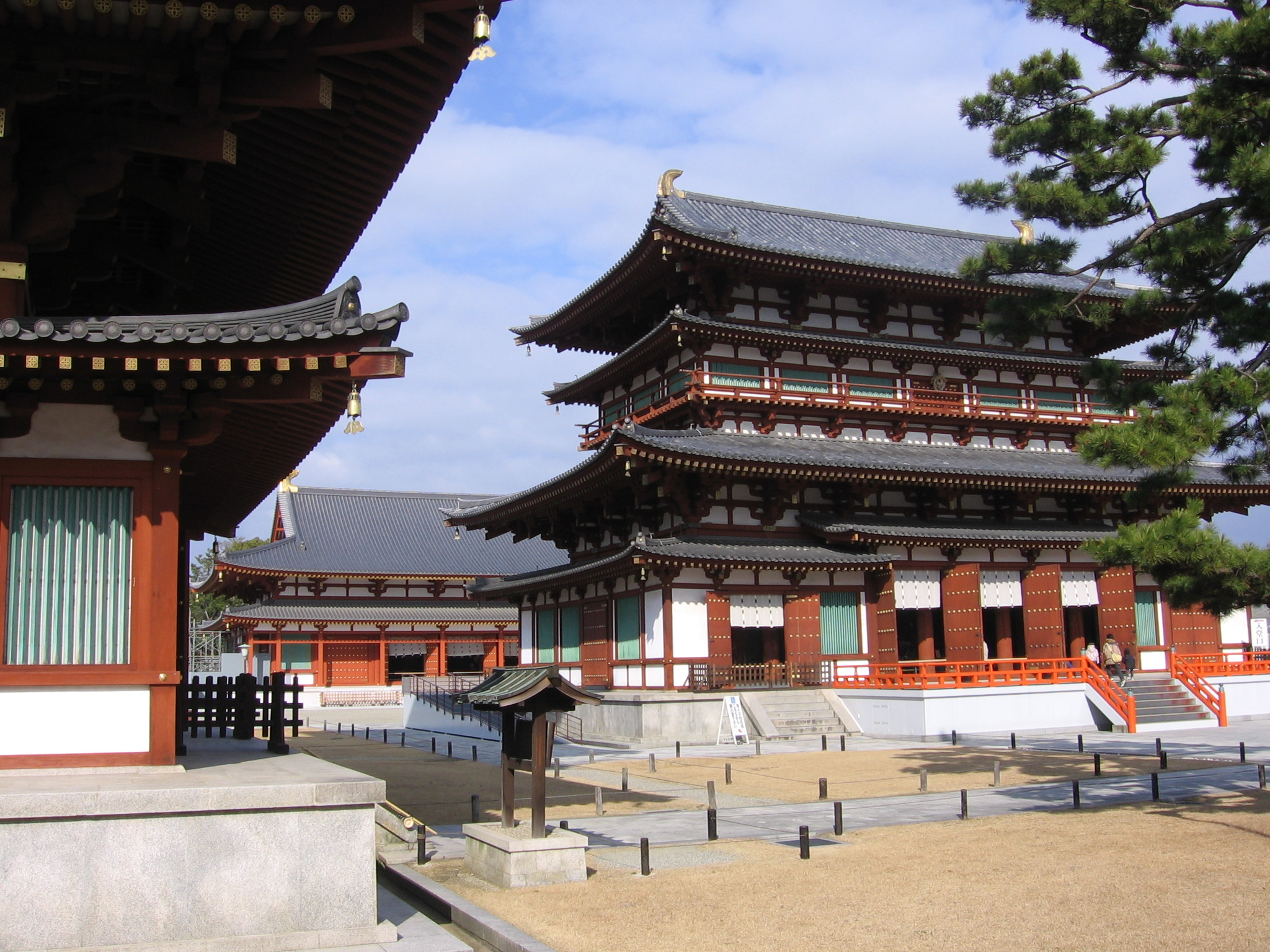
Pátio
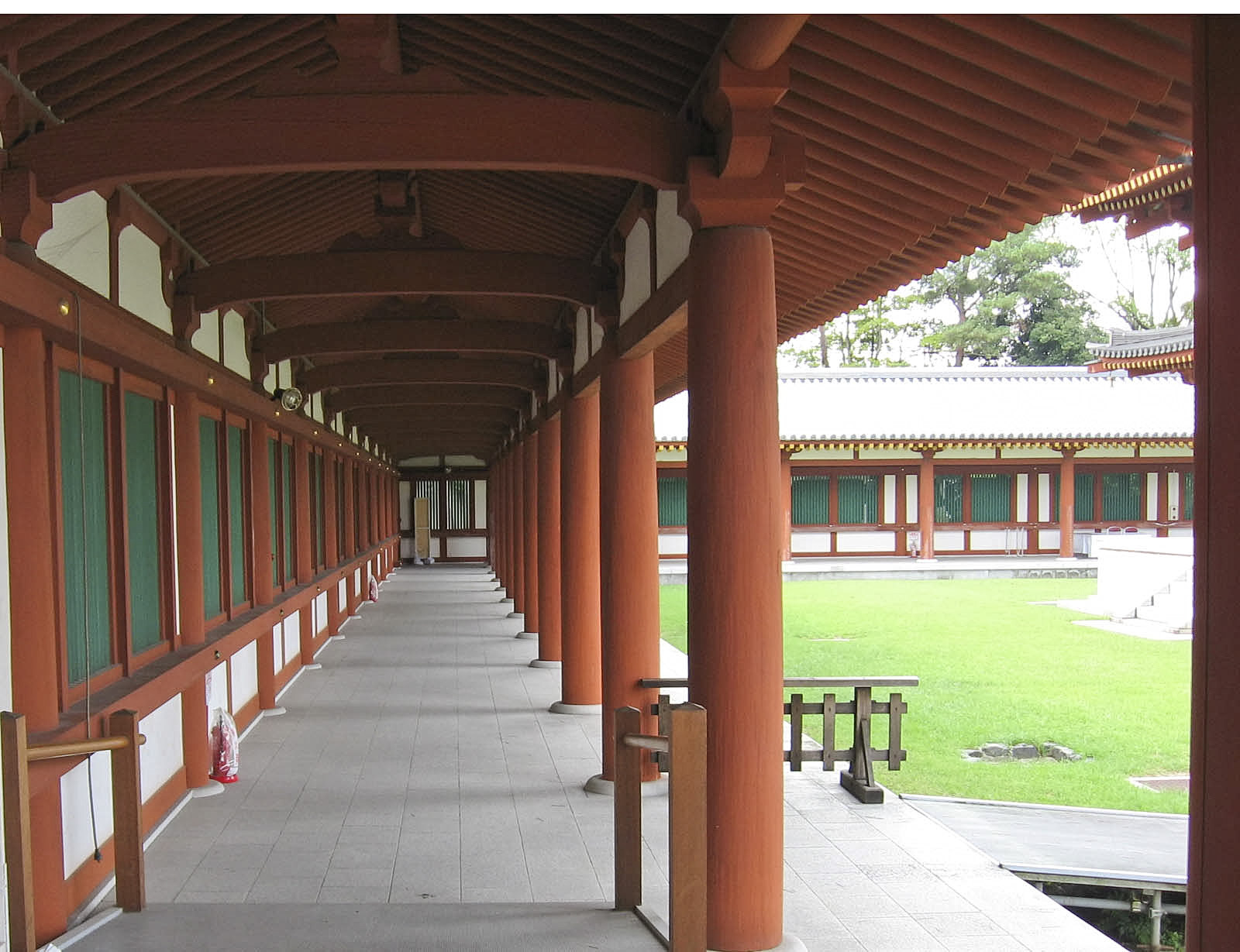
Claustro